# Helmut Brunner
Helmut Brunner, né le 14 septembre 1954 à Kötzting, est un homme politique allemand membre l'Union chrétienne-sociale en Bavière (CSU).
Il est actuellement ministre de l'Agriculture de Bavière.

## Biographie

### Jeunesse et formation
Il étudie l'agriculture très tôt, suivant une formation par alternance jusqu'en 1971. Il la complète par de la formation continue jusqu'en 1974. Deux ans plus tard, il passe avec succès son diplôme d'agriculteur.

### Débuts en politique
Il adhère à la CSU en 1977, à l'âge de 23 ans. Il est élu dès l'année d'après au conseil municipal de Zachenberg et à l'assemblée de l'arrondissement de Regen. Il est formateur pour adultes auprès de l'Église catholique entre 1979 et 1981.
En 1989, il devient le président de la section de l'Union chrétienne-sociale dans l'arrondissement.

### Député
Pour les élections législatives régionales du 25 septembre 1994, il est investi candidat chrétien-démocrate dans la circonscription de Regen. À 40 ans, il se fait élire député au Landtag de Bavière. Après les élections de 2003, il est désigné président de la commission parlementaire de l'Agriculture et des Forêts.

### Ministre
Le 30 octobre 2008, Helmut Brunner est nommé à 54 ans ministre de l'Alimentation, de l'Agriculture et des Forêts dans le premier cabinet de coalition noire-jaune du ministre-président chrétien-démocrate Horst Seehofer. Cette même année, il renonce à son mandat de conseiller municipal après 30 ans d'exercice. Confirmé dans ses fonctions ministérielles au sein du second gouvernement majoritaire de Seehofer le 10 octobre 2013, il devient en 2015 président d'honneur de la CSU de l'arrondissement de Regen.